# Derris harrowiana
Derris harrowiana là một loài thực vật có hoa trong họ Đậu. Loài này được (Diels) Z.Wei miêu tả khoa học đầu tiên.